# Hugh Mellor
David Hugh Mellor (Londra, 10 luglio 1938 – Cambridge, 21 giugno 2020) è stato un filosofo britannico.
Pur avendo studiato Ingegneria chimica all'università, ha più tardi cominciato ad occuparsi di filosofia analitica. Il suo interesse principale è la metafisica.
Mellor è stato professore di filosofia all'Università di Cambridge e membro del Darwin College dal 1971 al 2005.
È stato presidente dell'"Aristotelian Society" dal 1992 al 1993, ed è membro del "Humanist Philosophers' Group" della British Humanist Association.

## Opere principali
- The Matter of Chance (1971)
- Real Time (1981)
- Matters of Metaphysics (1991)
- The Facts of Causation (1995)
- Real Time II (1998)
- Probability: A Philosophical Introduction (2005)